# I Drove All Night
I Drove All Night è una canzone scritta e composta da Billy Steinberg e Tom Kelly e resa famosa dalla cantante americana Cyndi Lauper. La canzone era originariamente destinata a Roy Orbison, che la registrò nel 1987, l'anno prima della sua morte, ma la sua versione fu pubblicata solo nel 1992, dopo che la versione della Lauper divenne una hit mondiale.
Nel 1990 Cindy Lauper ricevette una nomination ai Grammy Award nella categoria Migliore performance vocale rock femminile.
La canzone è stata poi incisa da Pinmonkey (2002) e Céline Dion (2003), tra gli altri.

## Antefatti, contenuti e videoclip musicale
Cyndi Lauper dichiarò di aver tanto desiderato di registrare il brano perché le piaceva l'idea "di una donna alla guida, di una donna al comando". La cantante inserì I Drove All Night nel suo terzo album da solista pubblicato nel 1989, A Night to Remember e lo pubblicò nell'aprile 1989 come primo singolo promozionale dell'album.
I Drove All Night fu prodotto dalla stessa Cindy e dal suo collaboratore Lennie Petze e pubblicato su vari supporti. In Europa, Australia e nel continente americano il singolo presentava come traccia lato B, Maybe He'll Know, brano tratto dall'album True Colors (1986). Altri brani erano presenti nel singolo, come la versione live di Boy Blue.
Per la promozione del singolo fu realizzato anche un videoclip musicale, diretto da Scott Kalvert e Cyndi Lauper. Il videoclip presenta scatti di un'auto d'epoca, danze tipicamente maniacali interpretate dalla Lauper e film proiettati sul corpo nudo della cantante.

## Successo commerciale
La canzone raggiunse la top ten negli Stati Uniti, posizionandosi alla numero 6 e diventando la sua ultima hit presente in top 40 negli Stati Uniti.
Il singolo raggiunse la top ten anche in paesi come Regno Unito (numero 7), Canada (numero 8), Francia (numero 10), Nuova Zelanda (numero 10).

## Tracce
CD Singolo (Europa; Regno Unito) (Epic: 654837 3; Epic: CYN C4)
1. I Drove All Night – 4:08 (Billy Steinberg, Tom Kelly)
2. Maybe He'll Know – 3:41 (Cindy Lauper, John Turi)
3. Boy Blue (Live) – 5:36 (Jeff Bova, Stephen Broughton Lunt, Lauper)

CD Singolo (Giappone; Stati Uniti) (Epic: 10・8P-3063; Epic: 34K 68759)
1. I Drove All Night – 4:12 (Steinberg, Kelly)
2. Maybe He'll Know – 3:45 (Lauper, Turi)

CD Singolo (Regno Unito) (Epic: CYN CD4)
1. I Drove All Night – 4:08 (Steinberg, Kelly)
2. What's Going On (Club Version) – 6:35 (Renaldo Benson, Alfred Cleveland, Marvin Gaye)
3. Maybe He'll Know (Live) – 3:41 (Lauper, Turi)
4. Time After Time – 3:53 (Lauper, Rob Hyman)

LP Singolo 7" (Australia; Canada) (Epic: 654837 7; Epic: 34-68759)
1. I Drove All Night (Steinberg, Kelly)
2. Maybe He'll Know (Lauper, Turi)

LP Singolo 7" (Ecuador) (CBS: 45-133-1157)
1. I Drove All Night (Manejando la noche) (Steinberg, Kelly)
2. Iko Iko (Iko Iko) (Rosa Lee Hawkins, Barbara Anne Hawkins, Joan Marie Johnson, Sharon Jones, Marilyn Jones, Boogaloo Joe Jones, Jesse Thomas)

LP Singolo 7" (Europa; Filippine) (Epic: EPC 654837 7; Epic: QEL45-20165 (34-68759))
1. I Drove All Night – 4:08 (Steinberg, Kelly)
2. Maybe He'll Know – 3:41 (Lauper, Turi)

LP Singolo Promo 7" (Giappone) (Epic: QY・5P-90047)
1. I Drove All Night (Steinberg, Kelly)
2. Hole in My Heart (All the Way to China) (Richard Orange)

LP Singolo 7" (Irlanda; Regno Unito) (Epic: CYN 4)
1. I Drove All Night (Steinberg, Kelly)
2. Maybe He'll Know (Special Version) (Lauper, Turi)

LP Singolo Promo 7" (Messico) (CBS: PR-95060)
1. Maneje Toda La Noche "I Drove All Night" – 4:10 (Steinberg, Kelly)

LP Singolo Promo 7" (Spagna; Stati Uniti) (Epic: ARIE 2158; Epic: 34-68759)
1. I Drove All Night – 4:08 (Steinberg, Kelly)

LP Singolo 7" (Stati Uniti) (Epic: 34-68759)
1. I Drove All Night – 4:08 (Steinberg, Kelly)
2. Maybe He'll Know – 3:41 (Lauper, Turi)

LP Singolo 12" (Australia; Europa) (Epic: 654837 6; Epic: EPC 654837 6)
1. I Drove All Night – 4:08 (Steinberg, Kelly)
2. Maybe He'll Know – 3:41 (Lauper, Turi)
3. Boy Blue (Live) – 5:36 (Bova, Lunt, Lauper)

LP Singolo Promo 12" (Brasile) (CBS: 52.152)
1. I Drove All Night (Steinberg, Kelly)

LP Singolo Promo 12" (Giappone) (Epic: QY・3P-90132)
1. 涙のオールナイト・ドライヴ (I Drove All Night) – 4:12 (Steinberg, Kelly)
2. メイビー・ヒール・ノウ (Maybe He'll Know) – 3:45 (Lauper, Turi)
3. ホール・イン・マイ・ハート (Hole In My Heart) – 3:59 (Orange)

LP Singolo 12" (Messico) (Epic: LPMI-653309)
1. Manaje Todo La Noche (I Drove All Night) – 4:08 (Steinberg, Kelly)
2. Quiza El Sepa (Maybe He'll Know) – 3:41 (Lauper, Turi)

LP Singolo 12" (Regno Unito; Spagna) (Epic: CYN T4; CBS: EPC 654837)
1. I Drove All Night – 4:08 (Steinberg, Kelly)
2. Maybe He'll Know – 3:41 (Lauper, Turi)
3. Boy Blue (Live) – 5:36 (Bova, Lunt, Lauper)

LP Singolo 12" (Regno Unito) (Epic: CYN QT4)
1. I Drove All Night (Steinberg, Kelly)
2. Maybe He'll Know (Lauper, Turi)
3. Girls Just Want to Have Fun (Robert Hazard)
4. Boy Blue (Live) (Bova, Lunt, Lauper)

MC Singolo (Australia; Canada) (Epic: 654837 4; Epic: 38T 68759)
1. I Drove All Night (Steinberg, Kelly)
2. Maybe He'll Know (Lauper, Turi)

MC Singolo (Messico) (Epic: CTMI-653309)
1. Manaje Todo La Noche (I Drove All Night) (Steinberg, Kelly)
2. Quiza El Sepa (Maybe He'll Know) (Lauper, Turi)

MC Singolo (Regno Unito; Stati Uniti) (Epic: CYN M4; Epic: 34T 68759)
1. I Drove All Night (Steinberg, Kelly)
2. Maybe He'll Know (Lauper, Turi)

## Classifiche

### Classifiche settimanali
| Classifica (1989)                                     | Posizione massima raggiunta |
| ----------------------------------------------------- | --------------------------- |
| Australia (ARIA)                                      | 11                          |
| Belgio Fiandre (Ultratop 50)                          | 28                          |
| Canada (RPM 100 Singles)                              | 8                           |
| Canada (The Record's Retail Singles Chart)            | 12                          |
| Europa (Eurochart Hot 100 Singles)                    | 16                          |
| Francia (SNEP)                                        | 10                          |
| Germania (Media Control Charts)                       | 19                          |
| Irlanda (IRMA)                                        | 13                          |
| Nuova Zelanda (The Official NZ Music Charts)          | 10                          |
| Paesi Bassi (Single Top 100)                          | 54                          |
| Regno Unito (Official Singles Chart Top 100)          | 7                           |
| Stati Uniti (Billboard Hot 100)                       | 6                           |
| Stati Uniti (Billboard Hot Adult Contemporary Tracks) | 43                          |

### Classifiche di fine anno
| Classifica (1989)                   | Posizione |
| ----------------------------------- | --------- |
| Australia (ARIA)                    | 55        |
| Canada (RPM Top 100 Singles of '89) | 90        |
| Europa (Eurochart Hot 100 Singles)  | 76        |

## Crediti e personale
Personale
- Musica di - Tom Kelly, Billy Steinberg
- Produttore - Cindy Lauper, Lennie Petze
- Produttore associato - Eric Thorngren
- Produttore esecutivo - Dave Wolff
- Testi di - Tom Kelly, Billy Steinberg

## Cronologia di rilascio
| Paese       | Data           | Formato                                |
| ----------- | -------------- | -------------------------------------- |
| Australia   | 1989           | Musicassetta • Vinile (7"), (12")      |
| Canada      | 1989           | Musicassetta • Vinile (7")             |
| Ecuador     | 1989           | Vinile (7")                            |
| Europa      | 1989           | CD • Vinile (7"), (12")                |
| Filippine   | 1989           | Vinile (7")                            |
| Giappone    | 29 aprile 1989 | CD                                     |
| Irlanda     | 1989           | Vinile (7")                            |
| Messico     | 1989           | Musicassetta • Vinile (12")            |
| Regno Unito | 1989           | CD • Musicassetta • Vinile (7"), (12") |
| Spagna      | 1989           | Vinile (12")                           |
| Stati Uniti | 1989           | CD • Musicassetta • Vinile (7")        |

## I Drove All Night(versione di Roy Orbison)
Jeff Lynne campionò le registrazioni di Roy Orbison del 1987 per l'album postumo del 1992, King of Hearts, in cui I Drove All Night era presente come una delle tracce. Tuttavia, la versione di Orbison apparve per la prima volta nella compilation del 1991, Nintendo: White Knuckle Scorin'. Il brano fu pubblicato come primo singolo promozionale dell'album nel 1991.

### Contenuti, successo commerciale e videoclip musicale
Il brano fu pubblicato negli Stati Uniti, in Europa e in altri paesi del mondo come singolo promozionale della compilation Nintendo: White Knuckle Scorin' e come tracce secondarie includeva altri due brani dell'album ovvero, Forever Friends della cantante britannica Sheena Easton e Line of Fire dei Trixter. Altre versioni del singolo che furono rilasciate per la promozione dell'album postumo, King of Hearts, includevano come tracce lato B, canzoni dello stesso Roy Orbison quali: Crying o la famosa Oh, Pretty Woman.
I Drove All Night ebbe un notevole successo nel Regno Unito, raggiungendo la posizione numero 7 della classifica dei singoli puù venduti nel Regno Unito, eguagliando la posizione più alta raggiunta dalla versione di Cindy Lauper tre anni prima.
Per il singolo fu realizzato un videoclip musicale con protagonisti Jason Priestley e Jennifer Connelly. La canzone fu inserita anche nel film Paperback Hero (1999) dove il protagonista è l'attore australiano Hugh Jackman.

### Tracce
CD Maxi-Singolo (Germania; Regno Unito) (MCA Records: MCD 17859; MCA Records: MCSTD 1652)
1. Roy Orbison – I Drove All Night – 3:44 (Billy Steinberg, Tom Kelly)
2. Sheena Easton – Forever Friends – 4:25 (Jeff Lorber, Oliver Leiber)
3. Trixter – Line of Fire – 4:40 (Bill Wray, Dean Fasano, Steve Brown)

CD Maxi-Singolo (Regno Unito) (Virgin America: VUSCD 79)
1. I Drove All Night – 3:46 (Steinberg, Kelly)
2. Crying – 2:46 (Roy Orbison, Joe Melson)
3. Oh, Pretty Woman – 2:58 (Orbison, Bill Dees)
4. After the Love Has Gone – 4:38 (Orbison, Jerry L. Williams)

CD Singolo Promo (Stati Uniti) (MCA Records: CD45-2025)
1. I Drove All Night – 3:44 (Steinberg, Kelly)

CD Singolo (Stati Uniti) (MCA Records: MCADS-54419)
1. Roy Orbison – I Drove All Night – 3:44 (Steinberg, Kelly)
2. Trixter – Line of Fire – 4:40 (Wray, Fasano, Brown)

LP Singolo 7" (Europa; Regno Unito) (MCA Records: MCS 17858; MCA Records: MCS 1652)
1. Roy Orbison – I Drove All Night – 3:44 (Steinberg, Kelly)
2. Sheena Easton – Forever Friends – 4:25 (Lorber, Leiber)

LP Singolo 7" (Regno Unito) (Virgin America: VUS 79)
1. I Drove All Night – 3:46 (Steinberg, Kelly)
2. Crying – 2:46 (Orbison, Melson)

LP Singolo 12" (Grecia) (MCA Records: MCT 01652)
1. Roy Orbison – I Drove All Night – 3:44 (Steinberg, Kelly)
2. Sheena Easton – Forever Friends – 4:25 (Lorber, Leiber)
3. Trixter – Line of Fire – 4:40 (Wray, Fasano, Brown)

MC Singolo (Europa; Regno Unito) (Virgin: VUSC 79)
1. I Drove All Night (Steinberg, Kelly)
2. Crying (Orbison, Melson)

MC Singolo (Regno Unito) (MCA Records: MCSC 1652)
1. Roy Orbison – I Drove All Night – 3:44 (Steinberg, Kelly)
2. Sheena Easton – Forever Friends – 4:25 (Lorber, Leiber)

MC Singolo (Stati Uniti) (MCA Records: MCACS-54287)
1. Roy Orbison – I Drove All Night – 3:44 (Steinberg, Kelly)
2. Sheena Easton – Forever Friends – 4:25 (Lorber, Leiber)
3. Trixter – Line of Fire – 4:40 (Wray, Fasano, Brown)

### Classifiche
| Classifica (1989)                            | Posizione massima raggiunta |
| -------------------------------------------- | --------------------------- |
| Canada (RPM 100 Singles)                     | 74                          |
| Canada (RPM Adult Contemporary Tracks)       | 31                          |
| Germania (Media Control Charts)              | 52                          |
| Irlanda (IRMA)                               | 6                           |
| Nuova Zelanda (The Official NZ Music Charts) | 48                          |
| Regno Unito (Official Singles Chart Top 75)  | 7                           |

### Crediti e personale
Personale
- Arrangiato da - Jeff Lynne
- Musica di - Tom Kelly, Billy Steinberg
- Produttore - Jeff Lynne
- Produttore associato - Tom Kelly, Billy Steinberg
- Produttore esecutivo - Barbara Orbison
- Testi di - Tom Kelly, Billy Steinberg

### Cronologia di rilascio
| Paese       | Data | Formato                         |
| ----------- | ---- | ------------------------------- |
| Europa      | 1991 | Vinile (7")                     |
| Europa      | 1993 | Musicassetta                    |
| Germania    | 1991 | CD                              |
| Grecia      | 1992 | Vinile (12")                    |
| Regno Unito | 1992 | CD • Musicassetta • Vinile (7") |
| Regno Unito | 1993 | CD • Musicassetta • Vinile (7") |
| Stati Uniti | 1991 | Vinile (7")                     |
| Stati Uniti | 1992 | Musicassetta                    |

## I Drove All Night(versione di Céline Dion)
I Drove All Night fu registrata dalla cantante canadese Céline Dion per il suo ottavo album in studio in lingua inglese, One Heart (2003), e pubblicata come primo singolo promozionale il 3 marzo 2003. La canzone, prodotta da Peer Åström e Vito Luprano, ebbe un successo commerciale raggiungendo la prima posizione in Canada, Belgio e Svezia.
Il videoclip musicale di I Drove All Night è stato diretto da Peter Arnell e pubblicato in concomitanza con l'uscita del singolo.
Nell'ottobre 2008, I Drove All Night fu inclusa nel greatest hits della Dion, My Love: Essential Collection.

### Antefatti e composizione
Nel 2003 la casa automobilistica statunitense Chrysler firmò con la Dion un accordo da 14 milioni di dollari per realizzare una campagna pubblicitaria a favore delle loro auto. Per questo, si cercò un brano da utilizzare nella campagna e pubblicarlo come singolo. Billy Steinberg, che conosceva Céline ed era autore del brano Falling into You, title track dell'album del 1996, inviò una copia della versione di I Drove All Night di Roy Orbison alla sua casa discografica; la canzone piacque subito e fu poi registrata dalla cantante con il produttore svedese Peer Åström. Céline utilizzò la sua versione del brano nel suo residency-show A New Day... di Las Vegas per dare altro spazio alla campagna Chrysler. Gli spot pubblicitari contribuirono molto alla popolarità della canzone e alla vendita di molte copie del singolo, anche se non furono altrettanto efficaci nella vendita di automobili. La Chrysler ritirò l'accordo a seguito delle lamentele di molti dei loro concessionari, diventando chiaro che la campagna pubblicitaria non funzionava.
Musicalmente la cover della Dion di I Drove All Night è stata arrangiata e prodotta in versione dance-pop in chiave Sol diesis minore. Presenta un tempo moderatamente veloce di 135 battiti al minuto e la sua voce va da Fa diesis maggiore a Mi maggiore.

### Videoclip musicale
Il videoclip musicale girato a Las Vegas, negli Stati Uniti, il 2 febbraio 2003, è stato diretto dal dirigente pubblicitario Peter Arnell, filmato da Rolf Kestermann e montato da Bee Ottinger. Un piccolo numero in bianco e nero artistico presenta la Dion, alcune braccia si allungano e si piega la schiena mentre una coppia da qualche altra parte sembra allegramente farsi strada.
Il videoclip fu nominato ai MuchMusic Video Award nel 2003, nella categoria MuchMoreMusic Award.
Il videoclip è stato incluso nella versione del singolo One Heart pubblicata nel Regno Unito.

### Recensioni da parte della critica
La canzone ricevette un'accoglienza positiva dalla critica musicale. Secondo Stephen Thomas Erlewine, editore di AllMusic, la canzone è "una cover ironica e neo-house" e la scelse come una delle sue tracce preferite dell'album, insieme alla title track e Have You Ever Been in Love. Rebecca Wallwork di Amazon, definì il brano una "canzone commerciale adatta ad una guida in macchina", mentre Darryl Sterdan di Jam! la definì "un rinnovamento della hit di Roy Orbison ad Eurodisco in stile Cher". Su Slant Magazine, Sal Cinquemani fece eco allo stesso pensiero, scrivendo:"La Dion ottiene il trattamento Cher sulla sfolgorante cover di Roy Orbison." People scrisse:"Questo set soddisfacente, che include la sua cover da guida di Cyndi Lauper I Drove All Night, mostra una sorprendente moderazione per una diva che aveva appena costruito un Colosseo su misura per lei".
Betty Clarke del The Guardian scrisse una recensione negativa, dicendo: "La sua cover di I Drove All Night di Roy Orbison è piena di note riverberanti e sensuali parti laterali, ma rivela una fondamentale mancanza di sincerità che la rende minacciosa quando cerca di essere tenera." David Browne di Entertainment Weekly diede come voto una C+, scrisse: "La sua voce gelida non può eguagliare il dolore nelle voci di Lauper e Orbison, ma almeno non canta in modo eccessivo e l'accordo - un po' dance-club, un po' rock & roll - è blandamente competente. Tuttavia, il legame fa capire che questo ha meno a che fare con il gusto stravagante di Dion nelle cover e più con il piacere dei suoi sponsor aziendali."

### Successo commerciale
In Canada, la canzone debuttò direttamente alla posizione numero uno della classifica dei singoli più venduti e trascorrendo 5 settimane consecutive in cima. Negli Stati Uniti il singolo raggiunse la 45ª posizione della Billboard Hot 100 e la numero 7 della Hot Adult Contemporary Tracks. Della canzone furono prodotti molte versioni remixate che le permisero di raggiungere la seconda posizione della classifica Hot Dance Club Songs.
In Australia, la canzone debuttò alla numero 22 nella classifica ARIA, il 16 marzo 2003. La settimana seguente, la canzone scese alla numero 35 e ha continuato a fluttuare sulla classifica per le successive due settimane, fino a quando passò dalla numero 44 alla 43. Più tardi, la canzone scese alla 49ª posizione, salendo alla numero 38, la settimana successiva. In totale trascorse 10 settimane in classifica ottenendo la certificazione di disco d'oro. In Nuova Zelanda invece la canzone debuttò alla numero 48 per poi salire la settimana seguente alla numero 46. Il 20 aprile 2003, la canzone salì ancora e raggiunse il picco alla 24ª posizione. Il singolo trascorse 9 settimane totali in classifica.
La canzone ebbe ancora più successo nella classifica dei singoli più venduti in Belgio Fiandre, dove debuttò alla numero 14, l'8 marzo 2004. La settimana seguente, la canzone salì alla numero 4, mentre alla sua terza settimana, la canzone salì in cima alla classifica. I Drove All Night rimase in top ten per dieci settimane consecutive e quindici settimane complessive in classifica. Il singolo fu certificato disco di platino per aver venduto 50 000 copie. Anche in Svezia, il singolo ottenne un enorme successo debuttando direttamente in cima alla classifica il 20 marzo 2003. Tuttavia, la settimana seguente, la canzone scese in 12ª posizione per poi risalire in top ten nella sua quarta settimana, raggiungendo la numero 7. In totale trascorse 17 settimane in classifica. I Drove All Night raggiunse anche la top ten della classifica danese, debuttando direttamente alla numero 2, dove rimase per tre settimane consecutive. Successivamente, il singolo scese in quinta posizione e poi alla numero 6, dove rimase per un'altra settimana. In totale trascorse 9 settimane in classifica.

### Interpretazioni dal vivo e pubblicazioni
Céline Dion ha eseguito I Drove All Night durante il suo residency-show A New Day... e lo ha incluso nell'album A New Day... Live in Las Vegas (2004) e nel DVD Live in Las Vegas - A New Day... (2007). La bonus-track presente in quest'ultimo album e chiamata One Year... One Heart, contiene la sessione di registrazione della canzone e alcuni frammenti del videoclip.
Con I Drove All Night la cantante ha aperto i concerti della sua tournée del 2008 - 2009, Taking Chances World Tour. La performance era preceduta da un videoclip introduttivo che utilizzava una versione remix del brano. L'interpretazione registrata al TD Garden di Boston e al Bell Centre di Montréal nell'agosto 2008, fu pubblicata nel'album live Taking Chances World Tour: The Concert (2010). La canzone è stata eseguita anche nel tour europeo Celine Dion Live 2017.

### Tracce
CD Singolo Promo (Australia) (Epic: SAMP 2537)
1. I Drove All Night – 4:00 (Billy Steinberg, Tom Kelly)
2. I Drove All Night (UK Radio Edit) – 3:37 (Steinberg, Kelly)
3. I Drove All Night (Hex Hector Extended Vocal Import Mix) – 7:53 (Steinberg, Kelly)

CD Maxi-Singolo (Australia) (Epic: 673558 2)
1. I Drove All Night – 4:00 (Steinberg, Kelly)
2. I Drove All Night (Hex Hector Extended Vocal Import Mix) – 7:53 (Steinberg, Kelly)
3. I Drove All Night (Hex Hector Dub Import Mix) – 7:53 (Steinberg, Kelly)
4. Ten Days (Album Version) – 3:37 (Aldo Nova, Maxime Le Forestier, Gérald de Palmas)

CD Singolo Promo (Brasile; Canada) (Epic: 2 900213; Columbia: CSK 58547)
1. I Drove All Night – 4:00 (Steinberg, Kelly)

CD Singolo (Canada) (Columbia: 38K 3402)
1. I Drove All Night – 4:00 (Steinberg, Kelly)
2. I Drove All Night (Hex Hector Extended Vocal Import Mix) – 7:53 (Steinberg, Kelly)
3. I Drove All Night (Hex Hector Dub Import Mix) – 7:53 (Steinberg, Kelly)

CD Maxi-Singolo (Corea del Sud; Europa) (Columbia: CPK 2889; Columbia: COL 673560 2)
1. I Drove All Night – 4:00 (Steinberg, Kelly)
2. I Drove All Night (UK Radio Edit) – 3:37 (Steinberg, Kelly)
3. I Drove All Night (Hex Hector Extended Vocal Import Mix) – 7:53 (Steinberg, Kelly)

CD Singolo Promo (Europa; Messico) (Columbia: SAMPCS 12568 1; Epic: PRCD 98835)
1. I Drove All Night – 4:00 (Steinberg, Kelly)

CD Singolo (Europa) (Columbia: COL 673560 1)
1. I Drove All Night (Album Version) (Steinberg, Kelly)
2. I Drove All Night (UK Radio Edit) (Steinberg, Kelly)

CD Singolo (Francia) (Columbia: COL 6738081)
1. I Drove All Night – 4:00 (Steinberg, Kelly)
2. I Drove All Night (UK Radio Edit) – 3:37 (Steinberg, Kelly)
3. I'm Alive (Humberto Gatica Mix) – 3:28 (Kristian Lundin, Andreas Carlsson)
4. Je t'aime encore – 3:25 (Jean-Jacques Goldman, J. Kapler)

CD Singolo Promo (Stati Uniti) (Sony Music: ESK 58547)
1. I Drove All Night – 4:00 (Steinberg, Kelly)

CD Singolo (Stati Uniti) (Epic: 34K 79931)
1. I Drove All Night – 4:00 (Steinberg, Kelly)
2. I Know What Love Is – 4:28 (FRic Wake, Arnie Roman)

CD Maxi-Singolo (Sudafrica) (Columbia: CDSIN 545)
1. I Drove All Night – 4:00 (Steinberg, Kelly)
2. I Drove All Night (UK Radio Edit) – 3:37 (Steinberg, Kelly)
3. I Drove All Night (Hex Hector Extended Vocal Import Mix) – 7:53 (Steinberg, Kelly)

CD Singolo (Taiwan) (Columbia: 673560.2)
1. I Drove All Night – 4:00 (Steinberg, Kelly)
2. I Drove All Night (Hex Hector - UK Radio Edit) – 3:26 (Steinberg, Kelly)
3. I Drove All Night (Hex Hector Extended Vocal Import Mix) – 7:53 (Steinberg, Kelly)

LP Singolo Promo 12" (Francia) (Columbia: SAMPMS 12628)
1. I Drove All Night (Album Version) – 4:02 (Steinberg, Kelly)
2. I Drove All Night (UK Radio Edit) – 3:40 (Steinberg, Kelly)
3. I Drove All Night (Hex Hector Dub Import Mix) – 7:56 (Steinberg, Kelly)

LP Singolo Promo 12" (Francia) (Columbia: SAMPMS 12644 6)
1. I Drove All Night (Hex Hector Extended Vocal Import Mix) – 7:53 (Steinberg, Kelly)
2. I Drove All Night (UK Radio Edit) – 3:37 (Steinberg, Kelly)
3. I Drove All Night (Hex Hector Dub Import Mix) – 7:53 (Steinberg, Kelly)
4. I Drove All Night (Album Version) – 4:00 (Steinberg, Kelly)

LP Singolo Promo 12" (Regno Unito) (Columbia: XPR3660)
1. I Drove All Night (Hex Hector Extended Vocal Import Mix) – 7:53 (Steinberg, Kelly)
2. I Drove All Night (Hex Hector Dub Import Mix) – 7:53 (Steinberg, Kelly)
3. I Drove All Night (UK Radio Edit) – 3:37 (Steinberg, Kelly)

LP Singolo Promo 12" (Regno Unito) (Columbia: XPR 3674)
1. I Drove All Night (Wayne G Heaven Anthem Mix) – 7:41 (Steinberg, Kelly)
2. I Drove All Night (GW-1 Remix) – 7:03 (Steinberg, Kelly)
3. I Drove All Night (Album Version) – 4:00 (Steinberg, Kelly)

LP Singolo Promo 12" (Stati Uniti) (Epic: EAS 59576)
1. I Drove All Night (GW-1 Remix) – 7:03 (Steinberg, Kelly)
2. I Drove All Night (Polarbabies In Prague Club Mix) – 6:23 (Steinberg, Kelly)
3. I Drove All Night (Everbots Fasha Mix) – 7:45 (Steinberg, Kelly)

LP Singolo Promo 12" (Stati Uniti) (Epic: EAS 59993)
1. I Drove All Night (Hex Hector Extended Vocal Import Mix) – 7:53 (Steinberg, Kelly)
2. I Drove All Night (UK Radio Edit) – 3:37 (Steinberg, Kelly)
3. I Drove All Night (Hex Hector Dub Import Mix) – 7:53 (Steinberg, Kelly)
4. I Drove All Night (UK Radio Mix A Cappella) – 3:25 (Steinberg, Kelly)

### Versioni ufficiali
- I Drove All Night (Album Version) – 4:00
- I Drove All Night (Everbots Fasha Mix) – 7:45
- I Drove All Night (GW-1 Remix) – 7:03
- I Drove All Night (Hex Hector - UK Radio Edit) – 3:26
- I Drove All Night (Hex Hector Dub Import Mix) – 7:53

- I Drove All Night (Hex Hector Extended Vocal Import Mix) – 7:53
- I Drove All Night (Polarbabies In Prague Club Mix) – 6:23
- I Drove All Night (UK Radio Edit) – 3:37
- I Drove All Night (UK Radio Mix A Cappella) – 3:25
- I Drove All Night (Wayne G Heaven Anthem Mix) – 7:41

### Classifiche

#### Classifiche settimanali
| Classifica (2003)                                     | Posizione massima raggiunta |
| ----------------------------------------------------- | --------------------------- |
| Australia (ARIA)                                      | 22                          |
| Austria (Ö3 Austria Top 40)                           | 17                          |
| Belgio Fiandre (Ultratop 50)                          | 1                           |
| Belgium Vallonia (Ultratop 50)                        | 18                          |
| Canada (Billboard Canadian Hot 100)                   | 1                           |
| Danimarca (Tacklisten)                                | 2                           |
| Europa (Eurochart Hot 100 Singles)                    | 25                          |
| Finlandia (Suomen virallinen lista)                   | 16                          |
| Francia (SNEP)                                        | 22                          |
| Germania (Offizielle Deutsche Charts)                 | 22                          |
| Grecia (IFPI Greece)                                  | 7                           |
| Italia (FIMI)                                         | 14                          |
| Norvegia (VG-lista)                                   | 11                          |
| Nuova Zelanda (The Official NZ Music Charts)          | 23                          |
| Paesi Bassi (Single Top 100)                          | 24                          |
| Polonia (Polish Music Charts)                         | 3                           |
| Portogallo (AFP)                                      | 9                           |
| Québec (ADISQ)                                        | 1                           |
| Repubblica Ceca (IFPI)                                | 1                           |
| Romania (Romanian Top 100)                            | 2                           |
| Spagna (PROMUSICAE)                                   | 15                          |
| Stati Uniti (Billboard Adult Top 40)                  | 23                          |
| Stati Uniti (Billboard Hot 100)                       | 45                          |
| Stati Uniti (Billboard Hot 100 Airplay)               | 46                          |
| Stati Uniti (Billboard Hot Adult Contemporary Tracks) | 7                           |
| Stati Uniti (Billboard Hot Dance Club Songs)          | 2                           |
| Stati Uniti (Billboard Mainstream Top 40)             | 23                          |
| Svezia (Sverigetopplistan)                            | 1                           |
| Svizzera (Schweizer Hitparade)                        | 11                          |
| Ungheria (MAHASZ)                                     | 7                           |

#### Classifiche di fine anno
| Classifica (2003)                                        | Posizione |
| -------------------------------------------------------- | --------- |
| Belgio Fiandre (Ultratop Singles jaaroverzichten 2003)   | 27        |
| Belgio Vallonia (Ultratop Singles rapports annuels 2003) | 92        |
| Romania (Romanian Top 100)                               | 6         |
| Svezia (Sverigetopplistan)                               | 38        |

### Crediti e personale
Registrazione
- Registrato ai Masterplan Studios di Stoccolma (SE); Echo Studios (FL)
- Mixato ai Masterplan Studios di Stoccolma (SE)
- Masterizzato ai Sony Music Studios (NY)

Personale
- Basso - Jean-Sébastien Carré
- Chitarra - Peer Åström, Sebastian Nylund
- Cori - Peer Åström, Anna Nordell
- Ingegnere del suono (registrazione voci) - Humberto Gatica
- Ingegnere del suono (assistente) - Francois Lalonde
- Masterizzato da - Vlado Meller
- Masterizzato da (assistente) - Steve Kadison
- Mixato da - Peer Åström
- Musica di - Tom Kelly, Billy Steinberg
- Produttore - Peer Åström, Vito Luprano
- Produttore esecutivo - Vito Luprano
- Testi di - Tom Kelly, Billy Steinberg
- Altri strumenti - Peer Åström

### Cronologia di rilascio
| Paese         | Data          | Formato |
| ------------- | ------------- | ------- |
| Australia     | 2003          | CD      |
| Canada        | 2003          | CD      |
| Corea del Sud | 2003          | CD      |
| Europa        | 2003          | CD      |
| Francia       | 2003          | CD      |
| Stati Uniti   | 8 luglio 2003 | CD      |
| Sudafrica     | 2003          | CD      |
| Taiwan        | marzo 2003    | CD      |

## Cover di altri interpreti
- Nel 1987 anche John Waite registrò una sua versione di I Drove All Night mentre registrava le tracce per l'album Rover's Return, ma decise di non pubblicarlo. Nel 2001, la cover di Waite fu pubblicata nella compilation Live & Rare Tracks.[120]
- Il progetto italiano Bandido realizzò nel 1993 una versione dance della canzone, poi rilasciata come singolo insieme al brano The Power of the Time e intitolato I Drove All Nite medley with Power of the Time.[121]
- La band di musica country Pinmonkey incise una cover della canzone per l'album omonimo del 2002.[122] Questa versione di I Drove All Night fu pubblicata come singolo alla fine del 2002 e raggiunse la numero 36 della classifica Billboard Hot Country Songs.[123]
- La cantante rock irlandese ed ex concorrente di American Idol, Carly Smithson registrò una cover di I Drove All Night nel 2008 durante le semifinali del talent-show per la puntata dedicata alla musica degli anni '80.[124]
- Nel 2009 la band britannica The Maccabees pubblicò Wall of Arms, il quale includeva come bonus-track la cover del brano, disponibile su iTunes.
- The Protomen nel 2012 pubblicarono un'edizione limitata di musicassetta, contenente la loro cover I Drove All Night.[125] Nel 2015 la canzone appare anche nell'album The Cover Up.[126]
- Anche il cantante sudafricano Ray Dylan incise la sua versione della canzone e la incluse nel suo album di cover, Ray Dylan sing Roy Orbison (2014).[127]